# (30917) Moehorgan
(30917) Moehorgan (1993 HV1) – planetoida z pasa głównego asteroid okrążająca Słońce w ciągu 5,67 lat w średniej odległości 3,18 j.a. Odkryta 19 kwietnia 1993 roku.